# Eikozanoidy
Eikozanoidy, ikozanoidy (gr. εἴκοσι, eikosi = dwadzieścia, czyli zawierające 20 atomów węgla) – grupa organicznych związków chemicznych będących produktami przemian niezbędnych nienasyconych kwasów tłuszczowych (NNKT):
- kwasu arachidonowego,
- kwasu linolowego,
- i kwasu α-linolenowego.

Podział eikozanoidów:
- prostanoidy:
  - prostaglandyny (skrót: PG)
  - prostacykliny (PGI)
  - tromboksany (TX)
- leukotrieny (LT)
- lipoksyny (LX)

Eikozanoidy wykazują znaczną aktywność i spełniają bardzo wiele istotnych metabolicznie funkcji. Są obecne w bardzo wielu różnego rodzaju tkankach. Ważnym szlakiem metabolicznym jest znajdujący się w fosfolipidach błon komórkowych kwas arachidonowy, który za pomocą fosfolipazy A2 jest uwalniany z fosfatydyloinozytolu. Kwas arachidonowy staje się substratem dla dwóch ważnych enzymów: cyklooksygenazy (COX) i 5'-lipooksygenazy. Cyklooksygenaza występuje w dwóch izoformach:
- COX-1 – cyklooksygenaza konstytutywna,
- COX-2 – cyklooksygenaza indukowalna, jej aktywność gwałtownie wzrasta w stanach zapalnych,

Produktem cyklooksygenazy jest prostaglandyna PGG przekształcana do PGH2, będąca macierzystym związkiem chemicznym, z którego powstają prostaglandyny, prostacykliny i tromboksany.